# Kanton Barcelonnette
Barcelonnette is een kanton van het Franse departement Alpes-de-Haute-Provence. Het kanton maakt deel uit van het arrondissement Barcelonnette.

## Gemeenten
Het kanton Barcelonnette omvatte tot 2014 de volgende 11 gemeenten:
- Barcelonnette (hoofdplaats)
- La Condamine-Châtelard
- Enchastrayes
- Faucon-de-Barcelonnette
- Jausiers
- Larche
- Meyronnes
- Saint-Paul-sur-Ubaye
- Saint-Pons
- Les Thuiles
- Uvernet-Fours

Na de herindeling van de kantons bij decreet van 24 februari 2014, met uitwerking op 22 maart 2015, telde het kanton 16 gemeenten.

 Op 1 januari 2016 werden de gemeenten Meyronnes en Larche samengevoegd tot de fusiegemeente (commune nouvelle) Val d'Oronaye.

 Op 1 januari 2017 werden de gemeenten La Bréole en Saint-Vincent-les-Forts samengevoegd tot de fusiegemeente (commune nouvelle) Ubaye-Serre-Ponçon.
Sindsdien omvat het kanton volgende gemeenten :
- Barcelonnette
- La Condamine-Châtelard
- Enchastrayes
- Faucon-de-Barcelonnette
- Jausiers
- Le Lauzet-Ubaye
- Méolans-Revel
- Pontis
- Saint-Paul-sur-Ubaye
- Saint-Pons
- Les Thuiles
- Ubaye-Serre-Ponçon
- Uvernet-Fours
- Val d'Oronaye